# Нова Ушиця (Коростенський район)
Нова Ушиця — селище в Україні, у Коростенському районі Житомирської області. Населення становить 145 осіб (за станом на 2001 рік).

## Історія
Початково на залізничному роз'їзді 261-й версти Шепетівської залізниці була залізнична будка стрілочника (згадана з 1926 року). 1956 року на землях Ушицького відділення Бондарівського колгоспу ім. Леніна почав будуватися Ушицький щебеневий завод. Біля роз'їзду був побудований погрузочний цех, роз'їзд почав виконувати функцію залізничної станції, без зміни статусу. На початку 1960-х щебеневий завод отримав назву "Ушицький кам'яний кар'єр". Біля села Гулянка було побудоване його робітниче селище.  27 червня 1969 року селище Ушицького кам'яного кар'єру отримало офіційний статус і назву "селище Ушиця". До цього селища також було приєднано вказану залізничну будку та поселення біля залізниці, яке з'явилося за цей час.
До 20 січня 2005 року називалось Ушиця (перейменоване за постановою ВРУ №2373-IV «Про перейменування селища Ушиця Коростенського району Житомирської області»). При перейменуванні селище Ушицького кам'яного кар'єру природно влилося в склад села Гулянка, а селище, яке виросло за цей час на південно-східній стороні станції Ушиця отримало назву Нова Ушиця.
Назва походить від назви старого села Ушиця, за 2 км від якого початково розміщувався роз'їзд. У свою чергу те отримало назву від річки Уж (Уша), який протікає за 500м біля селища.
Розташовується на лівому березі річки Уж, притоки Прип'яті, за 40 кілометрів від Коростеня, 165 км від Києва. Станція Південно-Західної залізниці, станція називається Ушиця. Селище з усіх сторін оточене лісом, близько гори Точильниця, яка згадується в геологічних розвідках професора С.Бельського, що входив до складу Товариства дослідників Волині. В працях В.К.Пясецького згадується це місцезнаходження як стоянка палеоліту східної частини Волинської височини. Територія гори поросла лісом, де трапляються зарослі рододендрона жовтого (в народі називають багном). Ця рослина вважається реліктовою. Тут також проходила лінія Коростенського укріпленого району часів другої світової війни. Залишки розбитих військових дотів по всій горі. Один з елементів так званої «Лінії Сталіна», побудований в 1932—1939 роках.
Історія селища починається з кінця 50-х років 20 століття з часу будівництва Ушицького гранітного кар’єру, який підпорядковувався Міністерству енергетики УРСР. Селище починалось з побудови фінських будинків для керівництва кар’єру, пізніше почалося приватне будівництво робітників кар’єру та працівників залізничної станції. До 60-х років на місці станції був роз’їзд  і стояв вагончик з робочим місцем чергового роз’їзду. На сьогодні налічується 47 домогосподарств. Коростенська дирекція Південно-Західної залізниці побудувала для своїх працівників два багатоквартирних будинки.
Населення працює на залізниці та двох підприємствах – ПАТ «Ушицький комбінат будівельних матеріалів» та ТОВ «Гулянецький кар’єр», частина доїжджає приміськими електропоїздами на роботу в м.Коростень. До Євро – 2012 проведено реконструкцію колії Коростень-Новоград-Волинський, у результаті значна частина пасажирських поїздів напрямку Київ-Західний кордон курсує цим шляхом, у тому числі швидкісний електропоїзд Hyundai Київ-Львів-Перемишль.
В околицях селища, на березі річки Уж ведеться незаконний видобуток бурштину.

## Населення

### Мова
Розподіл населення за рідною мовою за даними перепису 2001 року:
| Мова       | Кількість | Відсоток |
| ---------- | --------- | -------- |
| українська | 134       | 92.41%   |
| російська  | 11        | 7.59%    |
| Усього     | 145       | 100%     |

## Постаті
- Народилась Крикливець Людмила Сергіївна — українська письменниця.
- Тут проживав Даманський Ян Юрійович (1991—2014) — сержант Збройних сил України, учасник російсько-української війни.

## Галерея

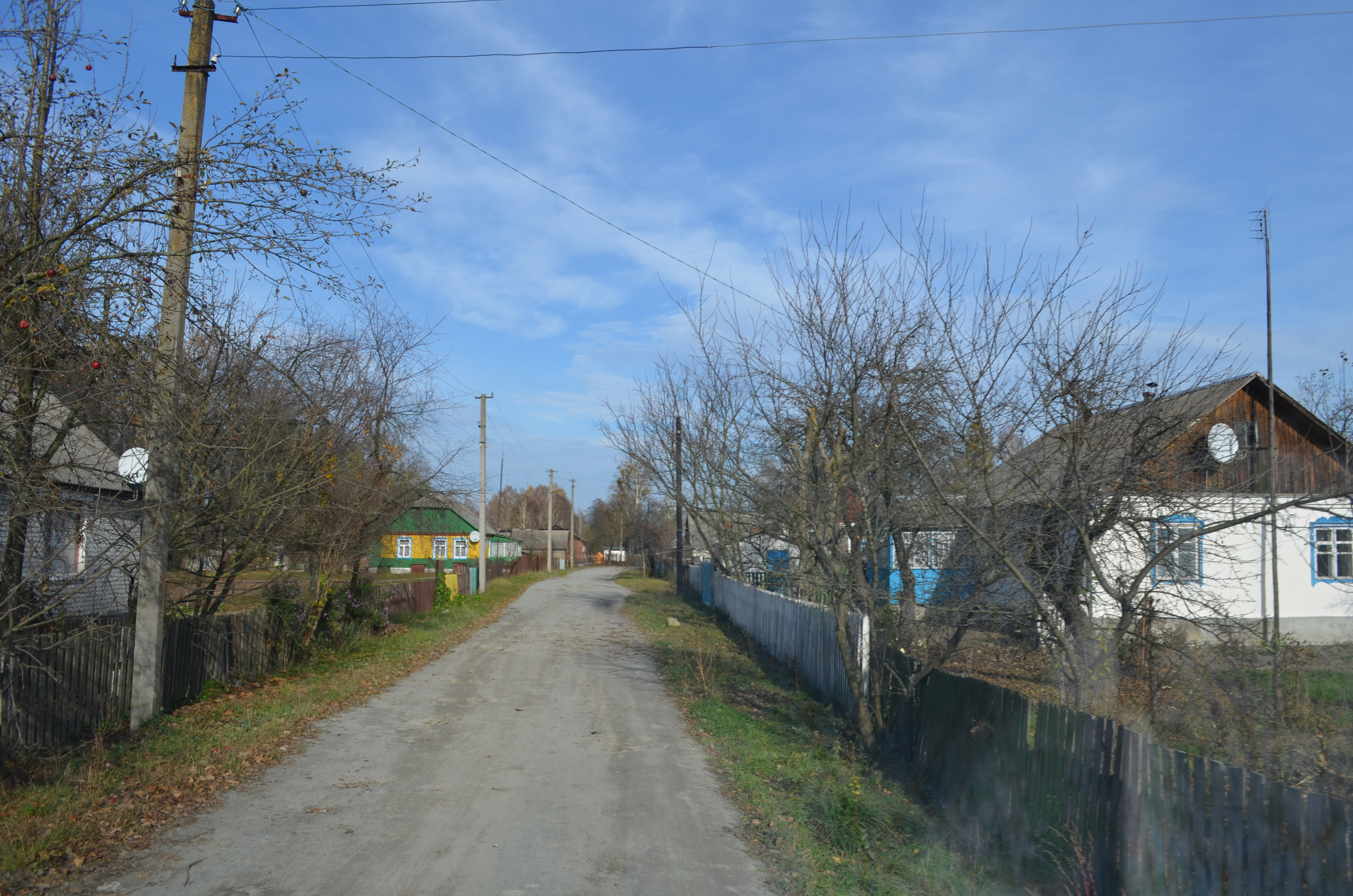
Вулиця Привокзальна
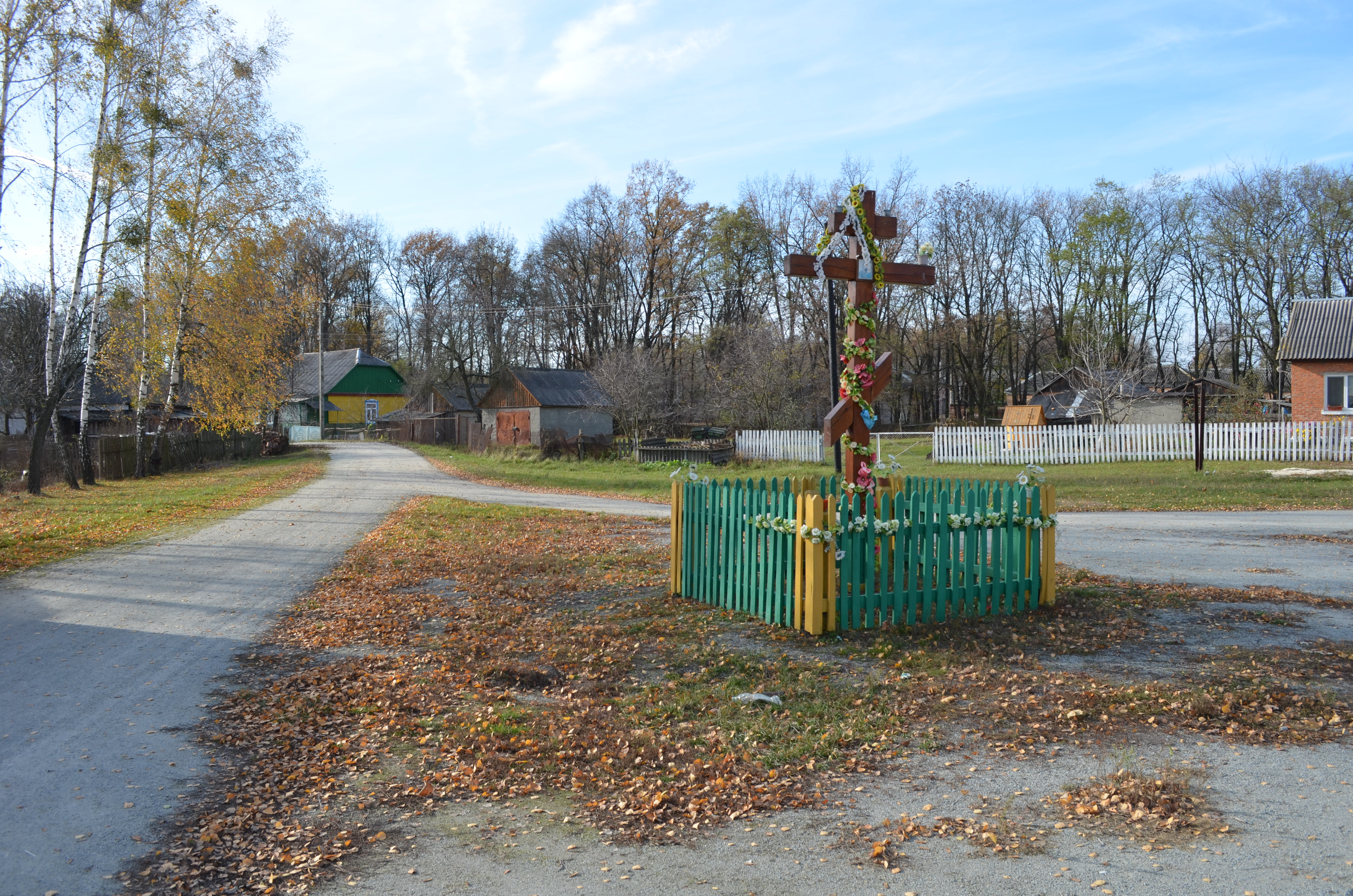
Центр селища
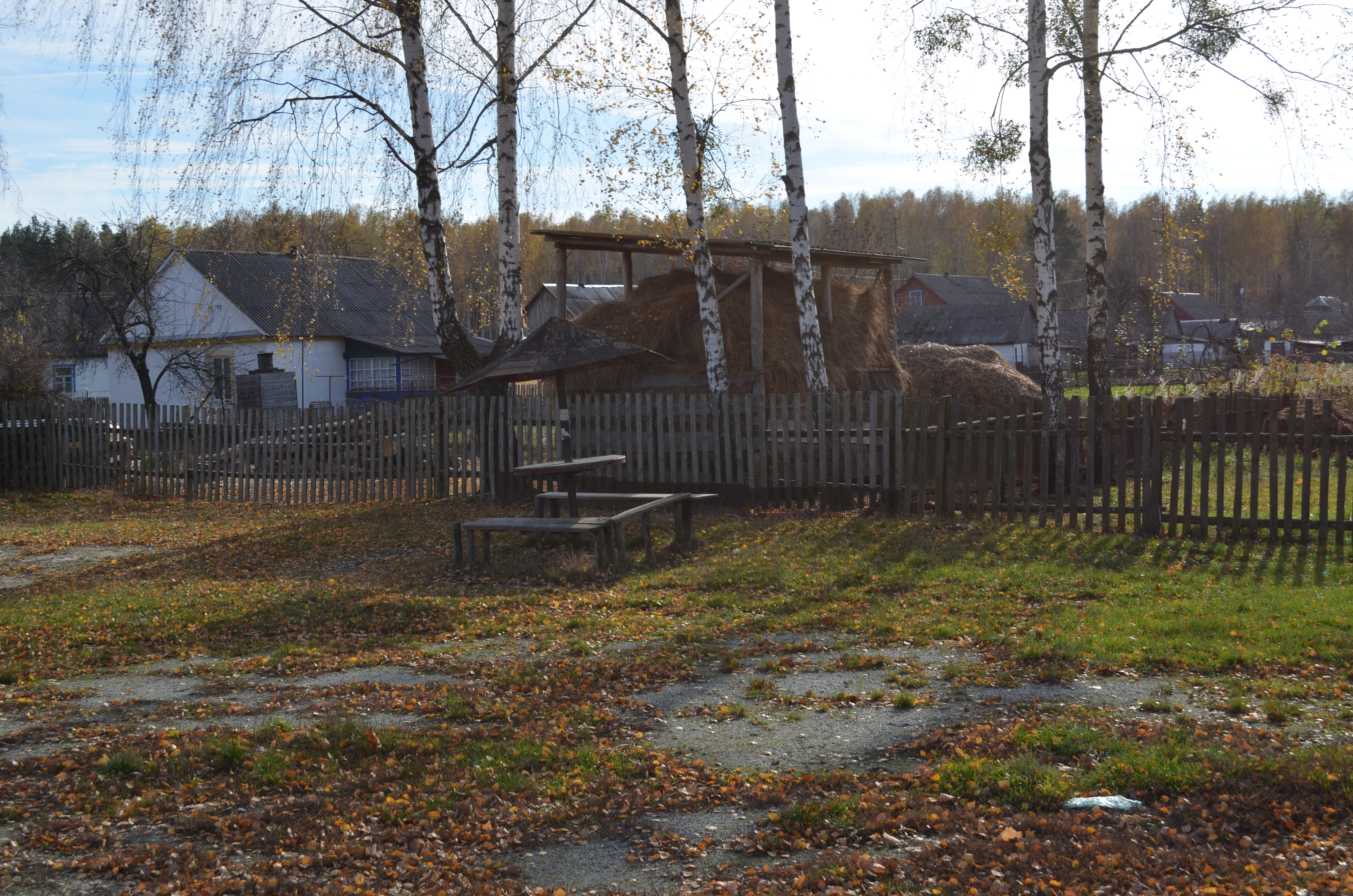
У селищі
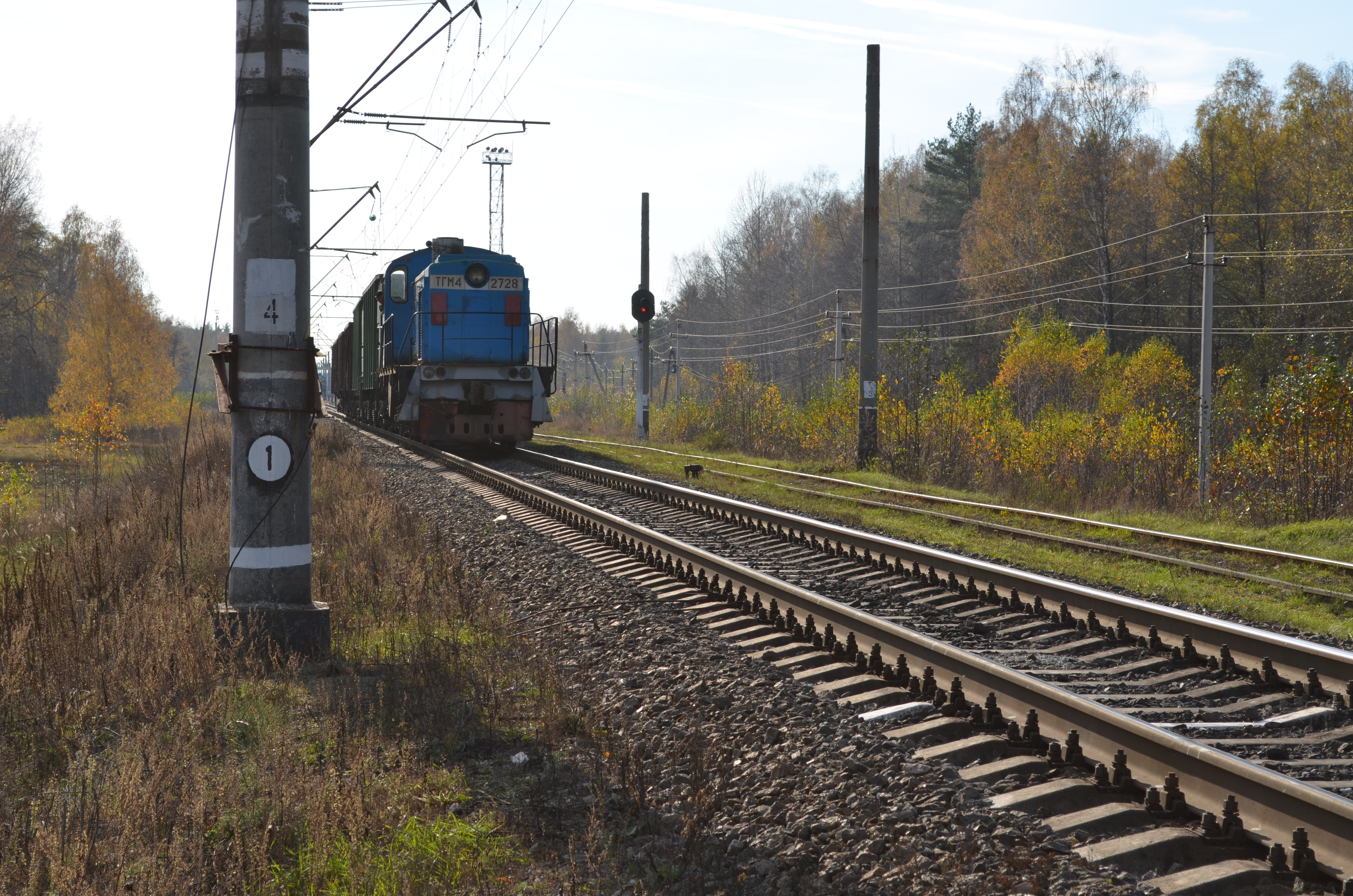
Залізнична магістраль на околиці селища